# 1398 Donnera
1398 Donnera è un asteroide della fascia principale del diametro medio di circa 29 km. Scoperto nel 1936, presenta un'orbita caratterizzata da un semiasse maggiore pari a 3,1548106 UA e da un'eccentricità di 0,1109988, inclinata di 11,83101° rispetto all'eclittica.
L'asteroide è stato dedicato all'astronomo finlandese Anders Severin Donner, direttore dell'Osservatorio astronomico di Helsinki.